# Lophiogobius ocellicauda
Lophiogobius ocellicauda là một loài cá bống nước ngọt đơn chi, có nguồn gốc từ Trung Quốc và Hàn Quốc.